# Hans Bonde
Hans Bonde (født 9. januar 1958 i Rødovre) er en dansk historiker, professor, dr.phil. på Institut for Idræt og Ernæring, Københavns Universitet. I sine unge år vandt Bonde 3 Danmarksmesterskaber i judo.
Hans Bonde forsker i maskulinitet, særligt maskulinitet og sport, og har bl.a. udgivet bogen Masculinity, Sport, Politics  i 2010. Hans Bonde har forsket i den danske højreradikalismes brug af personkult, masseforførelse og kontrol over ungdommens kroppe i 1930'erne og besættelsestiden. Denne forskning kulminerede med hans disputats i 2001 og bogen Gymnastics and Politics fra 2008 om den danske gymnastikpædagog Niels Bukh. Med bogen Fodbold med Fjenden fra 2006 afdækkede han, hvordan dansk idræt samarbejdede intenst med tysk idræt under besættelsen. 
Hans Bonde har i debatbogen Fordi du fortjener det fra 2013 samt i diverse forskningsartikler fra 2015 til 2016 fremført, at der er foregået ulovlig positiv særbehandling af kvinder inden for kunst og forskning, samt at denne som følge af den juridiske kritik ikke er blevet videreført. Han har påvist Det Moderne Gennembruds kropsligt-sanselige dimension via en forskningsbog fra 2020 om den verdensberømte danske sundhedsapostel Jørgen Peter Müller. Analyse af Ollerup-gymnastikkens udvikling fra associeret til grundlæggeren Niels Bukhs totalitære tænkning til nutidens forankring i den moderne demokratitanke, vist i to forskningsbaserede gymnastikhistoriske bøger fra 2020 Fra udkant til forkant – Kampen om gymnastikken gennem 100 år  samt The fight about gymnastics over 100 years.   I 2020 udkom en ny undervisningsbog bl.a. til gymnasier og universiteter, Med kroppen ind i kulturen - Idrætshistoriske strejflys.  I 2020 udkom også bogen Vi vil have vores fair andel!  (med bidrag af Torsten Skov) der udbygger og understøtter tematikker fra udgivelsen Fordi du fortjener det.  I januar 2025 udkom bogen  Den danske riddertid , hvori Hans Bonde viser, at den danske middelalder var en riddertid med ridderordner, ridderspil, tildeling af ridderslag i hovedkirken, ridderlitteratur og kongen som rigets øverste ridder.

## Karriere
Hans Bonde er cand. phil., ph.d. og senest (2002) dr. phil. i historie fra Københavns Universitet. Han har siden 2003 været professor i idrætshistorie ved Institut for Idræt og Ernæring, Københavns Universitet. Sideløbende hermed har han været med til at grundlægge og lede det tværvidenskabelige Forskeruddannelsesprogram i Idræt (REPS) fra 2007-2011, samt været forskergruppeleder fra 2009-2013. Han har siddet i en lang række statslige råd og udvalg vedr. hhv. køn og sundhed. I 2024 udgav Hans Bonde en podcastserie om idrætspolitik. I januar 2025 gik Hans Bonde på pension.
Hans Bonde var på landsholdet og dansk mester i judo 1976, 1977 og 1981. 

## Privatliv
Gift med Betina Juul Nielsen.
Børn: Mads Tvillinggaard Bonde (f. 1986), Nina Løkke (f. 1989), Alberte Juul Bonde (f. 2004), David Juul Bonde (f. 2007).

### Bøger og multimedier på dansk
- Judo - Den milde vej (1989)
- Mandighed og sport (1991)
- Sport en moderne Kult (1993)
- Danmarks store ungdomsfører (2001)
- Ikaros fra Ollerup (2001)
- Kampen om ungdommen (2003)
- Fodbold med fjenden (2006)
- Niels Bukh - en politisk-ideologisk biografi (CD-rom, 2007)
- Oprøret i Parken (2008)
- Det ekstreme køn (2008)
- Fordi du fortjener det (2013)
- Danmarks store sundhedsapostel - J.P. Müller. Bd. 1: 1864 -1904 (2019).
- Fra udkant til forkant – Kampen om gymnastikken (2020)
- Med kroppen ind i kulturen (2020)
- Vi vil have vores fair andel! - På vej mod fifity-fifty-kulturen (2020)
- Den danske riddertid (2025)

### Internationale udgivelser
- Gymnastics and Politics (2006.)
- Niels Bukh - a Visual Documentation (DVD på engelsk, japansk og dansk, 2007)
- Football with the Foe (2008)
- The Politics of the Male Body in Global Sport - the Danish Involvement (2010)
- The Fight about Gymnastics over 100 years (2020)

## Hæder
- 1994: HK's Ligestillingspris
- 2004: Årets Harald (Årets Underviser) på Københavns Universitet
- 2006: Årets historiske bog[10]
- 2007: Gerlev-prisen
- 2009: Forskningsprisen for Humaniora , Dansk Magisterforening[11]